# 로만 쿠르친
로만 드미트리예비치 쿠르친(러시아어: Рома́н Дми́триевич Ку́рцын, 1985년 3월 14일 ~ )은 러시아의 배우이다.

## 출연 적품

### 영화
- 2023년 고양이 수비대: 모나리자를 지켜라! - 빈센트 역